# Heiliggeist (Interlaken)

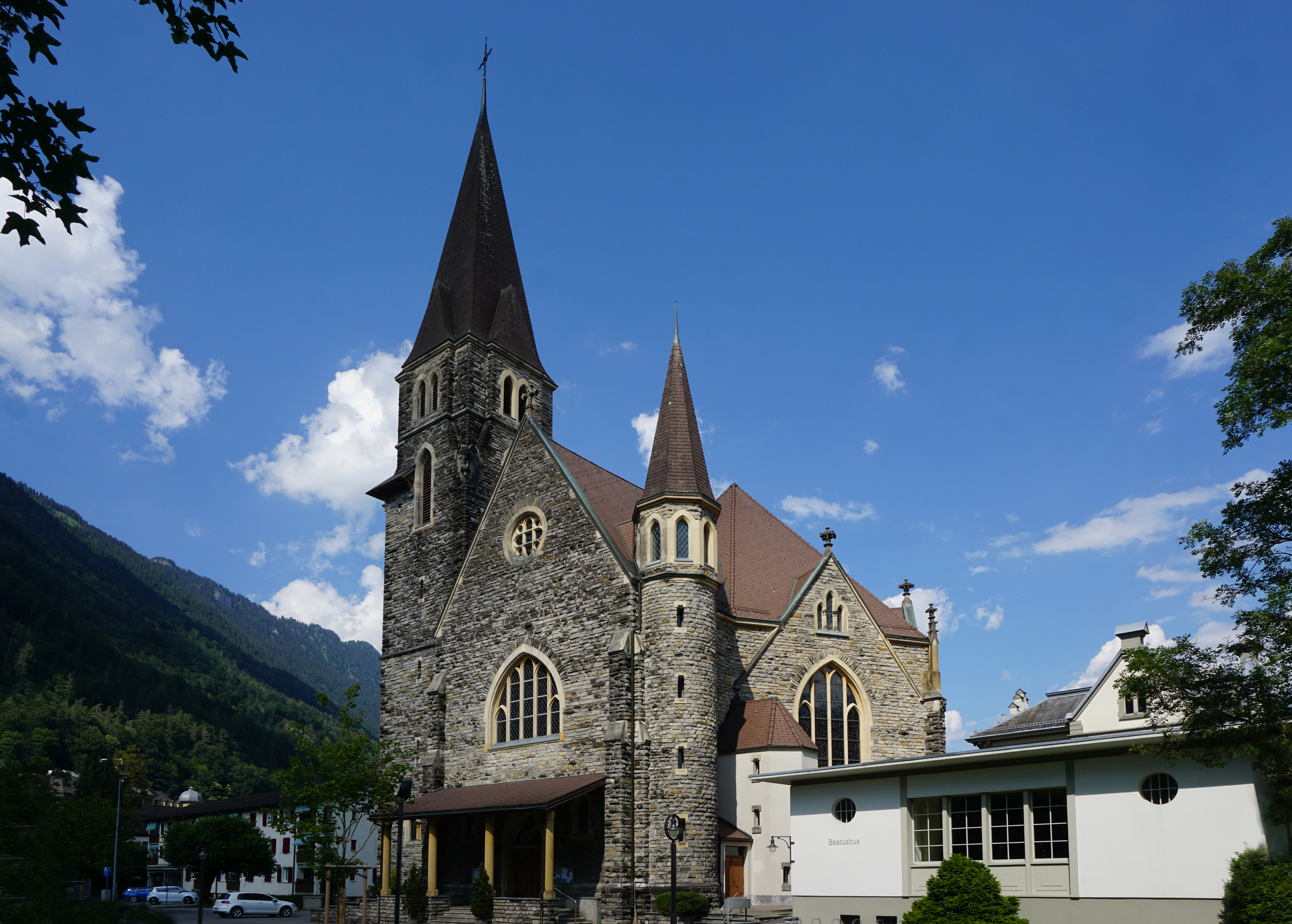
Die Heiliggeist-Kirche von Interlaken

Die Kirche  Heiliggeist  ist die römisch-katholische Pfarrkirche von Interlaken.
Die Kirche ist mit dem Pfarrhaus und dem Beatushaus im kantonalen Bauinventar als „schützenswertes K-Objekt“ eingestuft.

## Geschichte
In Interlaken bestand seit dem 12. Jahrhundert bis zur Reformation ein Augustinerkloster und ein 1484 geschlossenes Frauenkloster. Das Kloster war 1330 vom Freiherrn Seliger von Oberhofen gegründet worden und stand gemäss dem Versprechen, datiert in Basel am 8. November 1133, unter der Schirmherrschaft des deutschen Kaisers Lothar III. 1224 kam das Kloster unter den Schutz der Stadt Bern. Nach 1528 wurde aus den heute «Schloss Interlaken» genannten Klostergebäuden eine Landvogtei von Bern. Die Kirche wurde profaniert und als Lagerraum benutzt. Die reformierte Kirchgemeinde erwarb 1909 die ehemalige Klosterkirche und liess an den bestehenden Chor ein neues Kirchenschiff anbauen. Seither dient die Schlosskirche dem reformierten Pfarrkreis Interlaken-Matten als Pfarrkirche.
Am 24. Juli 1842 fand in der ehemaligen Klosterkapelle, der heutigen Schlosskapelle, erstmals seit der Reformation ein katholischer Gottesdienst statt. Während der Sommermonate wurden in den folgenden Jahren dort Messen gelesen. Ab 1864 war im ehemaligen Schiff der Schlosskirche Raum für den römisch-katholischen Gottesdienst. Den mit einer Mauer abgetrennten Chor benutzte die englische Church Society.
Die priesterlichen Dienste besorgte jeweils ein von Bern entsandter Pfarrer, da Interlaken mit dem gesamten Oberland kirchenrechtlich der Berner Pfarrei unterstand. Die neu errichtete Pfarrei erhielt 1895 den am Kollegium Schwyz als Professor wirkenden Karl Peter (1869–1944) als ersten Pfarrer. Die Anerkennung der Pfarrei erfolgte durch Beschluss des Grossen Rats von Bern am 5. März 1939.
Pfarrer Peter begann sofort mit der Planung für ein Pfarrhaus und einer eigenen Kirche. Der Kultusverein erwarb das Grundstück des ehemaligen Gefängnisses neben der Schlosskirche; 1901 bezog der Pfarrer das dort gebaute neue Pfarrhaus. Mit dem Bau der Kirche wurde der Architekt Wilhelm Hector beauftragt. Die Kirche in neugotischem Stil wurde am 23. August 1908 durch Bischof Jakob Stammler geweiht. Die Gestalt des Baus mit dem sechseckigen Kirchenschiff und der das Gewölbe tragenden Mittelsäule wurde von Beginn an kritisiert. Die drückende Bauschuld erlaubte weder die Anschaffung der geplanten Turmuhr, noch den Kauf eines Geläutes, wie ebenso einer Orgel. Durch eine Spende konnten 1925 drei Glocken angeschafft werden und 1934 wurde auch eine Orgel errichtet.
Nach den Regeln des II. Vatikanischen Konzils musste 1965 der Chorraum umgestaltet werden und in 1977–1978 folgte ein weiterer radikaler Umbau. Nach der zu dieser Zeit herrschenden Auffassung war der neugotische Baustil falsch und nicht mehr erwünscht. Nach den Plänen des Architekten André Ernst Bosshard aus Zürich wurde der Innenraum völlig verändert. Die zentrale Säule und das Rippengewölbe wurde nach dem Einbau einer freitragenden Decke entfernt und dafür eine Holzdecke eingebaut. Die auf vier Säulen ruhende Empore mit neugotischen Gestaltungselementen wurde durch eine freitragende Stahlbetonkonstruktion ersetzt. Unter anderem wurde die Kanzel ersatzlos abgebrochen und die geschnitzten Kirchenbänke aus Lärchenholz durch einfachere ersetzt, Fenster wurden zugemauert und ein Tonplattenboden verlegt. Den Altar der umgebauten Kirche weihte Bischof Anton Hänggi am 10. November 1968.
Nachdem die 1967 eingebaute Warmluftheizung unbrauchbar wurde, fand 1990 eine erneute Umgestaltung statt. Nach dem Einbau der Bodenheizung wurde die durch das feuchte Raumklima beschädigte Orgel durch ein neues Instrument ersetzt. Den Chorraum gestaltete der Künstler Thomas Birve (* 1951) aus Wilen mit neuen Sakralmöbeln neu. Die zugemauerten Fenster wurden wieder freigelegt und neue Buntglasfenster von Walter Loosli geschaffen.
Die römisch-katholische Kirchgemeinde Heiliggeist Interlaken umfasst die Einwohnergemeinden Beatenberg, Bönigen, Därligen, Grindelwald, Gsteigwiler, Gündlischwand, Habkern, Interlaken, Iseltwald, Lauterbrunnen, Leissigen, Lütschental, Matten bei Interlaken, Niederried bei Interlaken, Ringgenberg BE, Saxeten, Unterseen und Wilderswil. Von der Interlakener Pfarrei werden die Filialkirchen in Grindelwald, Beatenberg, Mürren und Wengen betreut.

## Baubeschreibung
Neugotisch ist die Grundausrichtung des in Sicht-Bruchsteinmauerwerk ausgeführten Bauwerks, allerdings beschränkt sich das nur auf einige Bauteile. Der Westgiebel hat über dem nachträglich angebauten Vordach ein breites Fenster mit Spitzbogenmasswerk und darüber ein rundes Ochsenauge. Ebenso in gotischen Formen sind die Fenstereinfassungen am Turm und an den Wänden des Kirchenschiffs. Am nordwestlich angebauten Glockenturm betonen die steinernen Wasserspeier den historischen Bezug zur Gotik. Am sechseckigen Hauptbau ist der Chor als oktogone Apsis zum Westgiebel mit gleicher Firsthöhe angefügt. Die Süd- und Nordseiten des Schiffs sind als Giebelwände analog der Westseite ausgeführt. Das bereits 1901 entstandene Pfarrhaus ist mit einem Zwischenbau südlich am Chor angebaut. Das danebenstehende «Beatushaus» wurde 1956 ergänzend zum Pfarrhaus erstellt.

### Innenraum und künstlerische Ausstattung

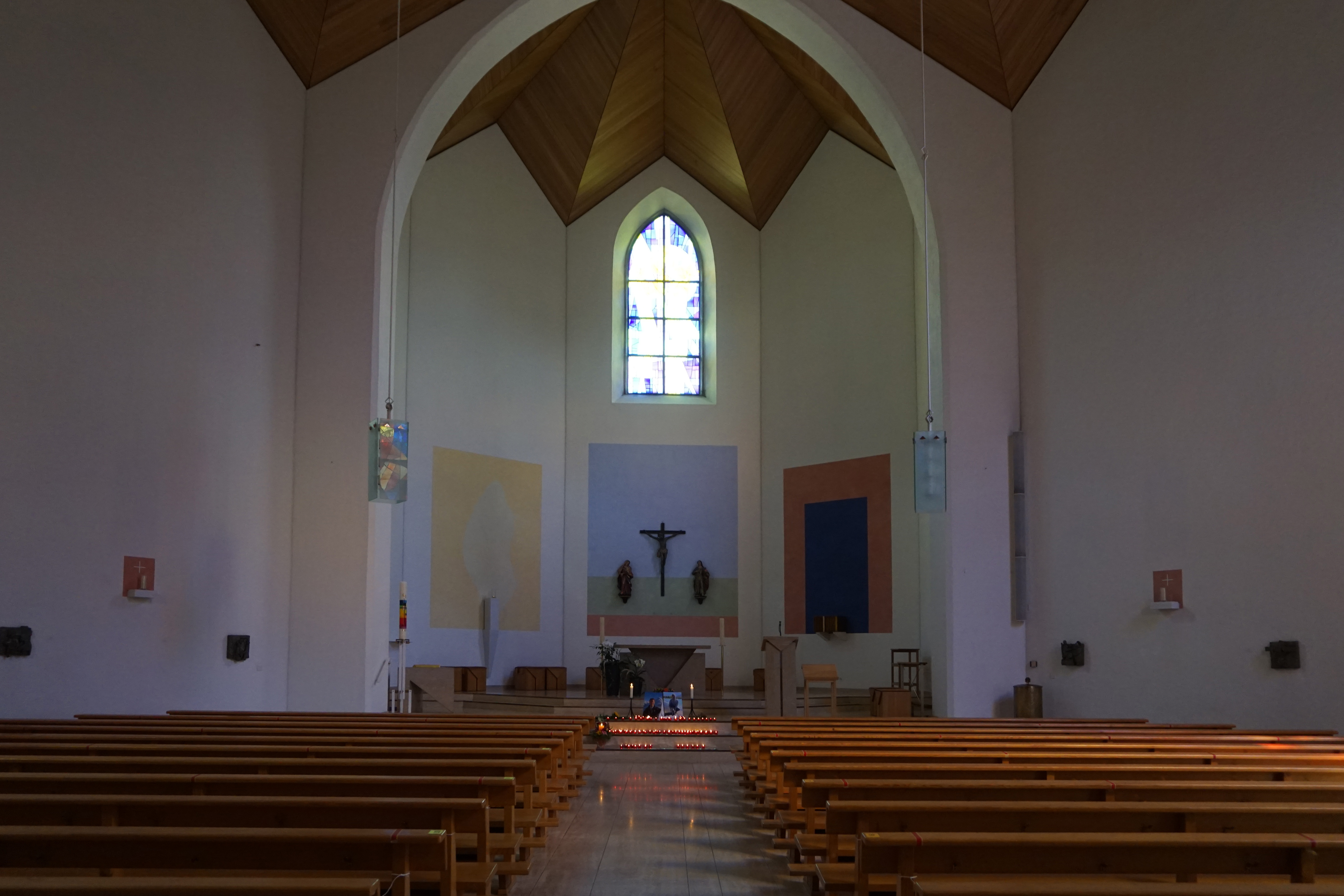
Inneres der Kirche

Nach dem Abbruch der tragenden Mittelsäule mit den Kreuzrippengewölben wurde ein freitragendes Gebälk eingezogen und mit einer mit Ulmen-Furnier beschichteten Holztäferdecke verkleidet. Die sternförmige Faltdecke mit dem Mittelpunkt über dem sechseckigen Kirchenschiff überdeckt auch den neugestalteten Chor. Die wieder offengelegten Chorfenster enthalten in der Mitte Symbole des Osterglaubens sowie in den Seitenfenstern Symbole der Eucharistie. Die Seitenfenster im Schiff enthalten die Symbole der Evangelisten und das Fenster hinter de Orgel stellt die Wiederkunft des himmlischen Jerusalems dar. In der ebenfalls von Birve gestaltete Marienkapelle im Turmfuss enthalten die Fenster Mariensymbole und als Bezug zum Patrozinium der Kirche ist in den kleinen Scheiben über dem Eingang eine Taube dargestellt. Die holzgeschnitzten Figuren wurden von der ursprünglichen Ausstattung übernommen. Die Statuette des Heiligen Antonius stammt vom Brienzer Bildschnitzer Emil Thomann (1908–2009). Neu ist der mit 14 Flachreliefs aus Zinn gegossene Kreuzweg, der von Ernst von Wyl (1930–2011) aus Hergiswil geschaffen wurde.

## Orgel

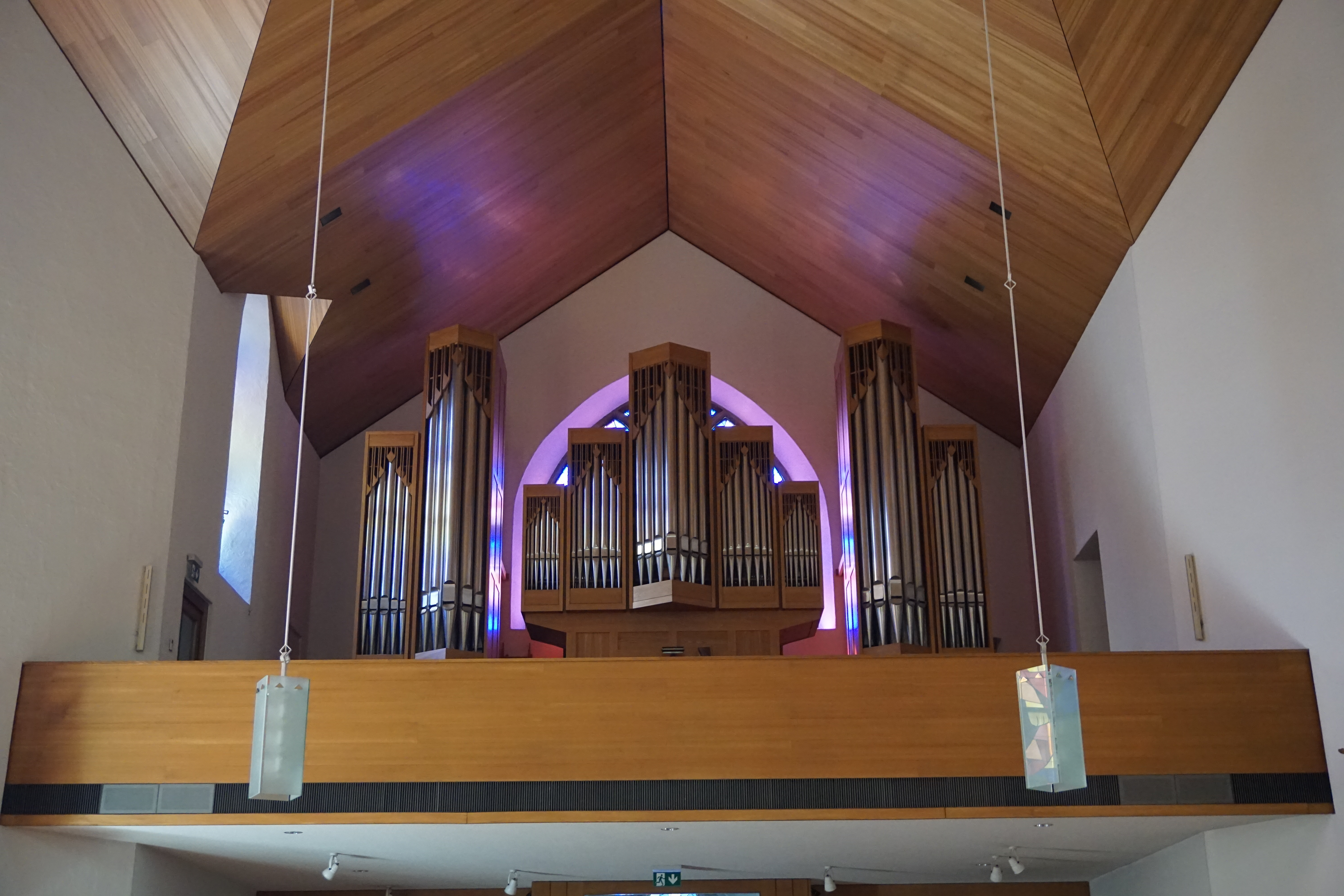
Orgel

Eine erste Orgel erhielt die Kirche 1934. Sie wurde 1990 durch das von Orgelbau Genf AG, Genf, erbaute Instrument ersetzt und besitzt 28 Register auf zwei Manualen und Pedal. Eine grössere Revisionen folgte 2006.
| I Hauptwerk C–g3 |       |
| Bourdon          | 16′   |
| Principal        | 8′    |
| Holzflöte        | 8′    |
| Octave           | 4′    |
| Koppelflöte      | 4′    |
| Quinte           | 2 ⁄3′ |
| Superoktave      | 2′    |
| Mixtur IV        | 1 ⁄3′ |
| Trompete         | 8′    |

| II Positiv Schwellwerk C–g3 |       |
| Rohrflöte                   | 8′    |
| Viola da Gamba              | 8′    |
| Prinzipal                   | 4′    |
| Blockflöte                  | 4′    |
| Nasat                       | 2 ⁄3′ |
| Nachthorn                   | 2′    |
| Terz                        | 1 ⁄3′ |
| Larigot                     | 1 ⁄3′ |
| Plein-jeu IV                | 2′    |
| Oboe                        | 8′    |
| Tremulant                   |       |

| Pedal C–f1      |       |
| Principalbass   | 16′   |
| Subbass         | 16′   |
| Oktave          | 8′    |
| Spillflöte      | 8′    |
| Octave          | 4′    |
| Rauschquinte II | 2 ⁄3′ |
| Posaune         | 16′   |
| Trompete        | 8′    |
| Schalmei        | 4′    |

- Koppeln: II/I, I/P, II/P
- Spielhilfen: 3 feste Kombinationen

## Geläute
Den 1926 installierten drei Glocken wurde anlässlich des 100-jährigen Jubiläums 2008 eine vierte, die größte hinzugefügt. Alle Glocken wurden bei H. Rüetschi, Aarau gegossen. Läutemotiv ist das Salve Regina.
Die Stimmung des Geläuts ergibt sich aus folgenden Schlagtönen: ges′ – b′ – des″ – es″.